# Canal Mauri
Canal Mauri är en kanal i Chile, på gränsen till Peru. Den ligger i den norra delen av landet, 1 800 km norr om huvudstaden Santiago de Chile. Canal Mauri ligger vid sjön Laguna Blanca.
Omgivningarna runt Canal Mauri är i huvudsak ett öppet busklandskap. Trakten runt Canal Mauri är nära nog obefolkad, med mindre än två invånare per kvadratkilometer.